# إيرا إيشيدا
إيرا إيشيدا (باليابانية: 石田衣良)‏ (8 مارس 1960 في إيدوغاوا، طوكيو - ) روائي من اليابان.

## روابط خارجية
- إيرا إيشيدا على موقع IMDb (الإنجليزية)